# حزب ملی توده‌های کارگر-کشاورز
حزب ملی توده‌های کارگر-کشاورز، زنکوکو رونو تایشوتو (به ژاپنی: 全国労農大衆党, Zenkoku Rōnō Taishūtō) یکی از احزاب وابسته به طبقه کارگر در ژاپن، ۱۹۳۲–۱۹۲۵ بود. درست پیش از حمله ژاپن به منچوری تمامی گروه‌های سیاسی زحمتکشان جناح چپ حزب سوسیال دمکراتیک (ژاپن، ۱۹۲۶) به صورت حزب با یکدیگر متحد شدند. این حزب که رسماً در پنجم ژوئیه ۱۹۳۱ به وجود آمد، حزب ملی توده‌های کارگر-کشاورز نامیده شد. ستون مهره‌های پشت حزب جدید از رهبران حزب ملی توده و حزب توده‌های ژاپن و بعضی گروه‌های کارگر و کشاورز یا دستهٔ طبقه کارگری ژاپن تشکیل شده بود. این حزب در ماه ژوئیه ۱۹۳۲ منحل شده و با حزب توده‌های سوسیالیست ادغام شد.